# Marita Sandig
Marita Sandig, née le 4 avril 1958 à Lichtenstein (RDA), est une rameuse d'aviron est-allemande. Elle porte le nom de Marita Gasch durant son mariage avec le rameur Uwe Gasch.

## Carrière
Aux Jeux olympiques de 1980 à Moscou, Marita Sandig est sacrée championne olympique de huit avec Martina Boesler, Christiane Köpke, Birgit Schütz, Gabriele Kühn, Ilona Richter, Kersten Neisser, Karin Metze et Marina Wilke.
Elle est aussi championne du monde de huit en 1977, de quatre barré en 1978 et de deux sans barreur en 1983.